# Старосельская, Наталья Давидовна
Ната́лья Дави́довна Старосе́льская (род. 4 июня 1951) — советский и российский литературный и театральный критик. Кандидат филологических наук (1982).

## Биография
Наталья Давидовна Старосельская — известный театральный и литературный критик, писатель, кандидат филологических наук.
Шеф-редактор Редакционно-издательского отдела СТД РФ (ВТО).
Наталья Старосельская родилась в семье служащих. В 1978 году окончила Литературный институт им. А. М. Горького, а в 1981 году — аспирантуру при нем.
Темой диссертации Н. Д. Старосельской стал роман Ф. М. Достоевского «Братья Карамазовы» — несколько публикаций в журналах «Вопросы литературы», «Вопросы философии» и сборниках «Ф. М. Достоевский. Материалы и исследования» вызвали серьезный интерес, часть этих работ была переведена на немецкий, польский и японский языки.
С 1973-го она начала работать в журнале «Литературное обозрение», где ее статьи о литературе и театре появлялись регулярно.
В 1991 году в издательстве «Художественная литература» (в серии «Массовое литературоведение») вышла книга Н. Д. Старосельской «Роман И. А. Гончарова „Обрыв“». Книга была высоко оценена немецкими и итальянскими филологами, получила одобрительную прессу и обсуждалась на международной конференции, посвященной творчеству И. А. Гончарова в Бамберге (Германия).
В последующие годы внимание Н. Д. Старосельской в значительной степени было сосредоточено на проблемах театра — она регулярно выступала со статьями в газетах «Культура», «Общая», «Литературная», «Экран и сцена», в журналах «Театр», «Театральная жизнь».
С 1996 г. Н. Д. Старосельская работает в Союзе театральных деятелей России. Создала два журнала «Страстной бульвар, 10» и «Иные берега». В 2004 году за идею создания и многолетнюю работу над журналом «Страстной бульвар, 10» Н. Д. Старосельская была удостоена премии Правительства Москвы в области культуры, а в 2005 году получила премию «Театрал».
Кроме того, написано и опубликовано свыше 500 литературоведческих и театроведческих статей, переводы стихов с английского и немецкого языков, нобелевская речь Кэндзабуро Оэ (перевод с японского, опубликована в журнале «Иностранная литература» и нескольких сборниках), ряд мемуарных эссе в сборниках и журналах, написаны сценарии, по которым сняты телевизионные передачи канала «Культура», а также буклеты театров.
В 2008 г. Н. Д. Старосельской присвоено звание «Заслуженный деятель искусств Республики Мордовия» за идею, организацию и проведение Международного театрального фестиваля «Соотечественники».
Н. Д. Старосельская — член Союза писателей Москвы, член Союза театральных деятелей РФ.

## Сочинения
- «Роман И. А. Гончарова „Обрыв“». Серия «Массовое литературоведение», изд-во «Художественная литература» (1991)
- «Евгений Самойлов». Серия «Библиотека Малого театра» (2000)
- «Афанасий Кочетков». Серия «Библиотека Малого театра» (2003)
- «Сухово-Кобылин». Серия «ЖЗЛ», изд-во «Молодая гвардия» (2003)
- «Товстоногов». Серия «ЖЗЛ», изд-во «Молодая гвардия» (2004)
- «Повседневная жизнь русского Китая». Серия «Повседневная жизнь человечества», изд-во «Молодая гвардия» (2006)
- «Малый театр. 1975—2005». Изд-во «Языки славянских культур» (2006)
- «Наталья Гундарева». Серия «ЖЗЛ», изд-во «Молодая гвардия» (2008)
- «Виктор Авилов». Жизнь замечательных людей. Малая серия, изд-во «Молодая гвардия» (2009)
- «Кирилл Лавров». Жизнь замечательных людей. Малая серия, изд-во «Молодая гвардия» (2011)
- «Михаил Резникович. Штрихи к портрету», Киев (2013)
- «Дом, который построил Марк». Москва (2013)
- «Валерий Бабятинский». Серия «Библиотека Малого театра» (2013)
- «Похожий на льва. К 75-летию Рустама Ибрагимбекова», Москва (2014)
- «Волшебный карандаш Михаила Левитина», Москва (2015)
- «Братство белого ключа». К юбилею Валерия Беляковича (2015)
- «Категория души. Людмила Чурсина: сцена, экран, жизнь», ЦАТРА (2016)
- «Каверин». Серия «ЖЗЛ», изд-во «Молодая гвардия» (2017)
- «Алина Покровская. Дорога цветов». Изд. АСТ (2021)